# Pieni Korkeussaari
Pieni Korkeussaari är en ö i Finland. Den ligger i Finska viken och i kommunen Fredrikshamn i den ekonomiska regionen  Kotka-Fredrikshamn i landskapet Kymmenedalen, i den södra delen av landet. Ön ligger nära Kotka och omkring 120 kilometer öster om Helsingfors.
Öns area är 4,5 hektar och dess största längd är 360 meter i sydväst-nordöstlig riktning. Ön höjer sig omkring 10 meter över havsytan.